# Festival di Napoli 1966
Il quattordicesimo festival della canzone napoletana si tenne a Napoli dal 15 al 17 settembre 1966.

## Classifica, canzoni e cantanti
| Posizione | Canzone              | Autori                                              | Artista                              | Voti |
| 1.        | Bella                | (A. Pugliese e F. Rendine)                          | Sergio Bruni - Robertino             | 34   |
| 2.        | 'A pizza             | (Alberto Testa e Augusto e Giordano Bruno Martelli) | Aurelio Fierro - Giorgio Gaber       | 32   |
| 3.        | Che chiagne a ffa'?  | (Vittorio Annona, Acampora e Donadio)               | Mario Trevi - Tony Astarita          | 27   |
| 4         | Te chiammavo fortuna | (N. De Lutio e G. Cioffi)                           | Nunzio Gallo - Nino Fiore            | 21   |
| 5         | Te purtavo 'na rosa  | (Gigi Pisano e E. Barile)                           | Claudio Villa - Robertino            | 20   |
| 6         | Ciento catene        | (Chiarazzo e Ruocco)                                | Mario Merola - Maria Paris           | 19   |
| 7         | Lacreme d'autunno    | (L. Cioffi, Marigliano e Buonafede)                 | Tony Astarita - Dino Prota           | 19   |
| 8         | Ma pecche'           | (R. Fiore e Antonio Vian)                           | Iva Zanicchi - Luciano Tomei         | 13   |
| 9         | Lucia                | (Boselli e Caravaglios)                             | Peppino Di Capri - Lello Caravaglios | 11   |
| 10        | 'Na fronna gialla    | (E. De Mura e Marcello Gigante)                     | Claudio Villa - Paolo Gualdi         | 11   |
| 11        | Scriveme             | (Roberto Murolo e R. Forlani)                       | Sergio Bruni - Peppino Gagliardi     | 11   |
| 12        | Sole malato          | (Riccardo Pazzaglia e Domenico Modugno)             | Mario Abbate - Peppino Gagliardi     | 10   |
| 13        | Nun m'abbanduna'     | (Salvatore Palomba ed Eduardo Alfieri)              | Mirna Doris - Luciano Tomei          | 7    |
| 14        | Canzone senza fine   | (De Caro, Ferraro e G.Rossetti)                     | Nino Fiore - Antonella D'Agostino    | 5    |

### Non finaliste
| Canzone                    | Autori                           | Artista                                 | Voti |
| Ce vo' tiempo              | (Franco Maresca e Mario Pagano)  | Peppino Di Capri - I Giganti            |      |
| Comme faccio a te sunna'?  | (Tito Manilo e A. Forte)         | Mario Abbate - Lida Lù & la Troupe      |      |
| Diciott'anne               | (Paliotti e Palmieri)            | Enzo Del Forno - Vito Russo e i 4 Conny |      |
| Facenne finta 'e nun capi' | (U. Martucci e Marino Marini)    | Lucia Valeri - Bruno Filippini          |      |
| Femmene e tammorre         | (Enzo Bonagura e Lumini)         | Mario Merola - Daisy Lumini             |      |
| L'ammore                   | (R. Dura e Salerni)              | Pino Mauro - Nunzia Greton              |      |
| Na guagliona yé yé         | (M. Zanfagna e Luciano Zotti)    | Aurelio Fierro & Sanniti - I Giganti    |      |
| P'e' strade 'e Napule      | (Maniscalco e Iller Pattacini)   | Maria Paris & Le Cugine - Wilma Goich   |      |
| Quanno duie se vonno bene  | (Ruttigliano e Mario De Angelis) | Peppino Di Capri - Nello Ferrara        |      |
| Rose d' 'o mese 'e maggio  | (Ippolito e Salvatore Mazzocco)  | Mario Trevi - Mirna Doris               |      |
| Stu poco 'e bene           | (Alberto Salerno e Memo Remigi)  | Nunzio Gallo - Renata Mauro             |      |
| Tu saie 'a verità          | (N. D'Alessio e A. Mazzucchi)    | Iva Zanicchi - Michele Iuliano          |      |

## Orchestra
Diretta dai maestri: Eduardo Alfieri, Gianni Aterrano, Giancarlo Chiaramello, Gino Conte, Maurizio De Angelis, G. De Martini, Carlo Esposito, M. Festa, Angelo Giacomazzi, Tony Iglio, Ezio Leoni, Giulio Libano, Gianni Marchetti, Augusto Martelli, Giordano Bruno Martelli, Iller Pattacini, Armando Sciascia e Sauro Sili.
Complesso vocale i 4+4 di Nora Orlandi.

## Piazzamenti in classifica dei singoli[1]
| Artista       | Singolo           | Pos.Max. |
| ------------- | ----------------- | -------- |
| Robertino     | Bella             | 30       |
| Giorgio Gaber | A pizza           | 43       |
| Mario Trevi   | Che chiagne a ffà | 64       |
| Mario Merola  | Ciento catene     | 90       |

## Organizzazione
Ente per la Canzone Napoletana - Ente Salvatore Di Giacomo